# Егоров, Пётр Александрович
Пётр Александрович Егоров (1909 — ?) — советский инженер-строитель, специалист по инженерным дорожно-транспортным сооружениям, лауреат Ленинской премии.

## Биография
Окончил Московский автодорожный институт (1935). Инженер, старший инженер, инженер группы в различных строительных организациях (1935—1939). Главный инженер проекта, директор института «Гипрокоммундортранс» (1939—1945).

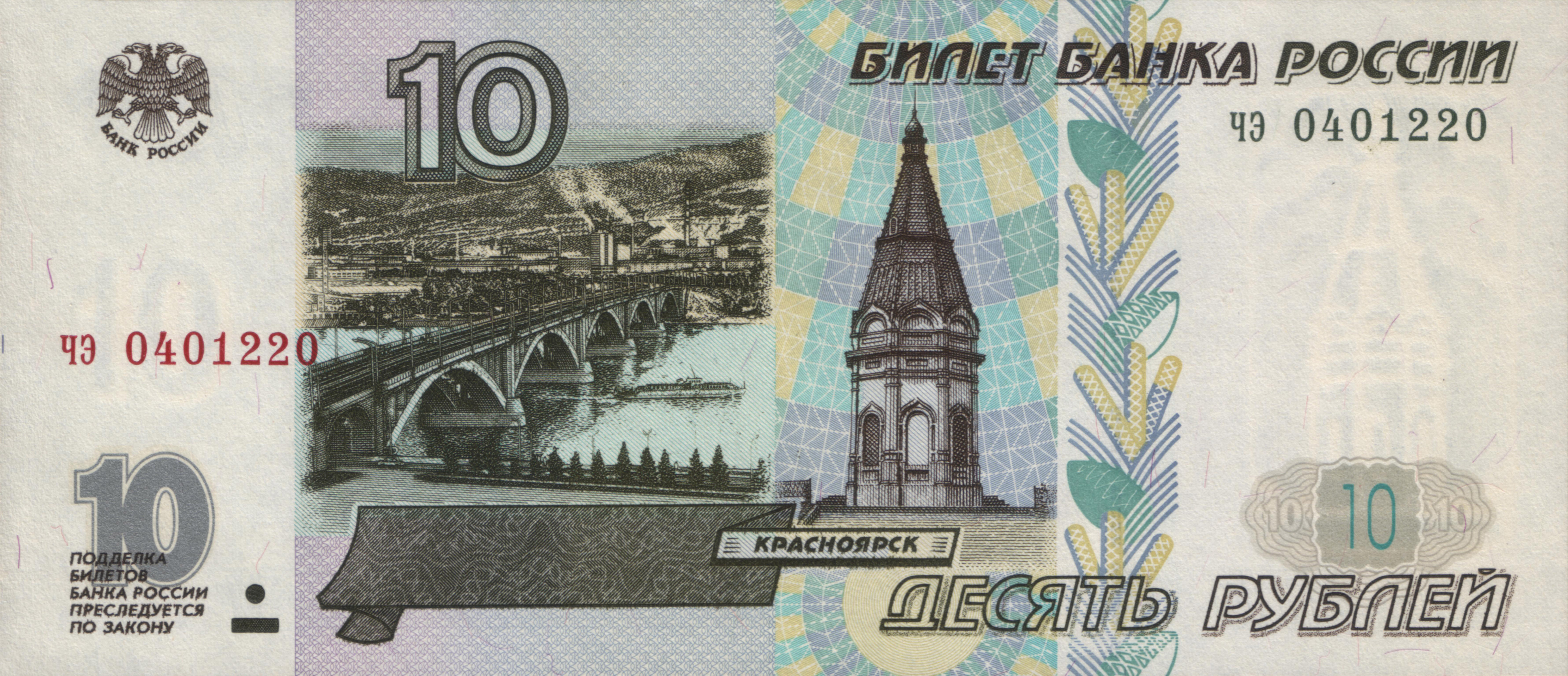
Лицевая сторона десятирублёвой банкноты с изображением Коммунального моста

С 1945 года главный инженер Главного дорожно-мостового управления Министерства коммунального хозяйства РСФСР.
Ленинская премия 1962 года — за участие в сооружении мостового перехода через р. Енисей в Красноярске (вместе с К. К. Ивашовой автор проекта Коммунального моста, также был одним из руководителей строительства).